# OneSwarm
OneSwarm est un client P2P anonymisé développé à l'Université de Washington, basé sur le logiciel populaire Vuze. Rétrocompatible avec le réseau Bittorrent, il inclut de nouvelles fonctionnalités destinées à protéger la vie privée de ses utilisateurs, en créant un réseau de partage de fichiers en pair à pair de type ami à ami. Les échanges dans ce réseau sont protégés par du chiffrement RSA. Comme dans le protocole Bittorrent, l'échange de fichiers peut être multisources et multidestinations, avec une ré-écriture des adresses.
Le logiciel permet la recherche de fichiers, la visualisation des fichiers partagés par ses amis ainsi que la définition de la visibilité des fichiers partagés.
Le débat autour de la loi Hadopi en France (2009), ainsi que l'application de la directive sur le respect des droits de propriété intellectuelle (IPRED) en Suède (2009), ont conduit à populariser ce logiciel, qui permet de les contourner.
À partir de 2011, le logiciel OneSwarm ne recevant plus de mises à jour, des utilisateurs de OneSwarm commencent à porter de l'intérêt à un autre logiciel aux objectifs semblables : RetroShare,
Tribler est un autre logiciel aux objectifs semblables et aussi développé dans un cadre universitaire.